# Mara (religie Wschodu)
Mara – w buddyzmie zasada niewiedzy, czyli podstawowego problemu, z jakim borykają się nieoświecone istoty. Jak większość spotykanych w buddyzmie rzeczy, nie jest żadną konkretną osobą (tak samo, jak jidamy w buddyzmie tybetańskim) tylko obrazowym wyrazem pewnej właściwości umysłu w zrozumiały dla ludzi sposób. Spotykamy się z nim głównie w opowieści o tym, jak Budda osiągnął Oświecenie pod drzewem Bodhi.